# Симхович, Роза Самуиловна
Роза Симхович (пол. Roza Simchowicz, иногда Розалия или Ружа, пол. Róża; 1887, Слуцк — 1941, Варшава) — польский психолог, педагог.

## Биография
Родилась в семье раввина. Брат — известный историк Яков-Нафтали-Герц Симхони (Симхович). Училась в Женевском педагогическом институте, слушала лекции на философском факультете университета. Во время Первой мировой войны работала в Вене с детьми еврейских беженцев. С 1919 — в Вильне, с 1921 руководила Еврейским учительским институтом. Редактировала педагогический журнал «Ди найе шул» (Новая школа, 1920—1930) — орган ЦИШО, журнал для родителей «Шул ун hейм» (Школа и дом). Работала инспектором в Центральной организации по еврейскому образованию.
Во время Второй мировой войны была переведена в Варшавское гетто, где заботилась о бедных детях. Организовывала школы, руководила учительским семинаром. Занималась организацией культурных мероприятий для детей. Умерла от брюшного тифа.
Эммануэль Рингельблюм посвятил Розе Симхович очерк «Роза Симхович — ангел на земле» (пол. Roza Simchowicz – anioł na ziemi).